# Liste des œuvres de Giacomo Meyerbeer

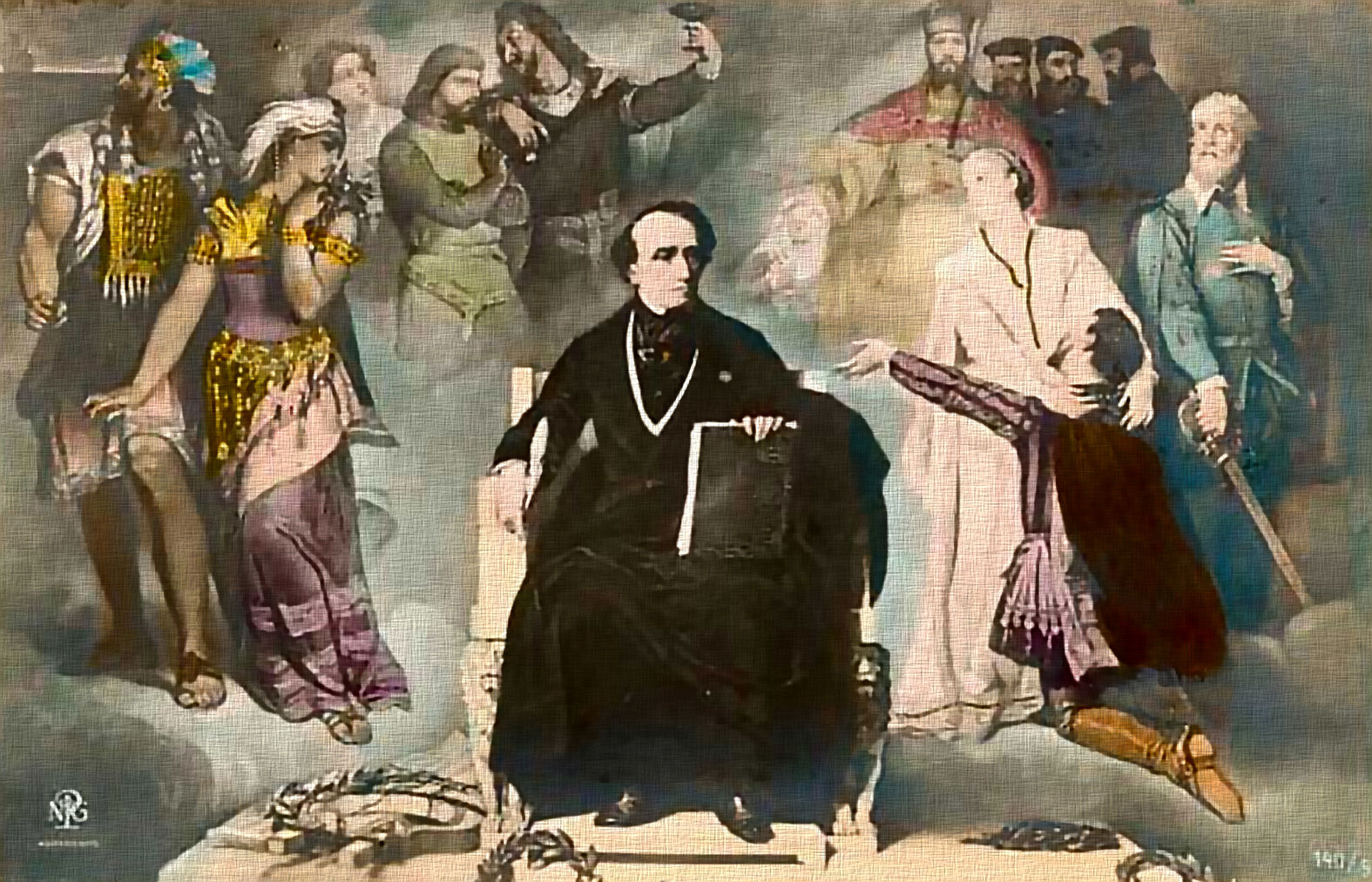
Giacomo Meyerbeer entouré des personnages de ses opéras les plus célèbres avec de gauche à droite: Nélusko et Sélika de L'Africaine; Alice, Robert et Bertram de Robert le Diable; Fidès, Jean de Leyde et les trois anabaptistes du Prophète; Valentine, Raoul et Marcel des Huguenots.

Cette liste recense les œuvres de Giacomo Meyerbeer. Bien qu’il soit surtout connu pour ses opéras, Meyerbeer a également composé de nombreuses œuvres pour la scène (ballet, musique de scène) ou pour la voix (cantates et mélodies). À partir du moment où Meyerbeer est devenu célèbre, il a également reçu de nombreuses commandes officielles (cantates, œuvres orchestrales telles que les quatre marches aux flambeaux), qu’il s’agisse de célébrer des événements liés aux dynasties régnantes (anniversaires, couronnements, mariages, anniversaires de mariage, visites officielles de souverains étrangers) ou de commémorer un grand homme (Schiller ou Gutemberg). R.I. Letellier observe que Meyerbeer s’est fait un devoir d’honorer ce type de commandes, notamment afin d’améliorer la perception que le public (notamment allemand) pouvait avoir de lui, ses origines juives ayant toujours été une source de commentaires acerbes. Condamnée par les nazis, la musique de Meyerbeer fut interdite et certaines partitions de Meyerbeer furent cachées afin d’échapper à la destruction. Elles ne furent cependant jamais retrouvées après la Seconde Guerre mondiale, soit qu’elles aient été finalement détruites au cours du conflit, soit que les personnes qui connaissaient les cachettes aient elles-mêmes été victimes de la barbarie nazie : tel est le cas de nombreuses partitions de jeunesse.
| Légende des couleurs        |
| Opéras                      |
| Autres œuvres pour la scène |
| Musique commémorative       |
| Musique sacrée              |
| Œuvres chorales profanes    |
| Mélodies                    |
| Musique symphonique         |
| Musique de chambre          |
| Musique pour piano seul     |
| Musique pour orgue          |

| Titre original | Titre français                                                                                    | Notes | Auteur du livret ou du texte mis en musique | Date (ou année) de la création                              |
| --- | ------------------------------------------------------------------------------------------------- | --- | ------------------------------------------- | ----------------------------------------------------------- |
| Jephthas Gelübde | Le serment de Jephté                                                                              | Opéra (Ernsthafte Oper) en 3 actes | Aloys Schreiber                             | 23 décembre 1812, Munich, Hofoper                           |
| Wirt und Gast, oder Aus Scherz Ernst | Hôte et invité, ou Une plaisanterie prise au sérieux                                              | Opéra (Lustspieloper) en 2 actes | Johann Gottlieb Wohlbrück                   | 6 janvier 1813, Stuttgart, Hofoper                          |
| Das Brandenburger Tor | La Porte de Brandebourg                                                                           | Opéra (Singspiel) en 1 acte | Johann Emanuel Veith                        | 5 septembre 1991, Berlin, Schauspielhaus                    |
| Romilda e Costanza | Romilda et Constance                                                                              | Opéra (melodramma semiserio) en 2 actes | Gaetano Rossi                               | 19 juillet 1817, Padoue, Teatro Nuovo                       |
| Semiramide riconosciuta | Sémiramis reconnue                                                                                | Opéra (dramma per musica) en 2 actes | Pietro Metastasio                           | 3 février 1819, Turin, Teatro Regio                         |
| Emma di Resburgo | Emma de Roxburgh                                                                                  | Opéra (melodramma eroico) en 2 actes | Gaetano Rossi                               | 26 juin 1819, Venise, Teatro San Benedetto                  |
| Margherita d'Anjou | Marguerite d’Anjou                                                                                | Opéra semiseria en 2 actes | Felice Romani                               | 14 novembre 1820, Milan, La Scala                           |
| L'esule di Granata | L’Exilé de Grenade                                                                                | Opéra seria en 2 actes | Felice Romani                               | 12 mars 1822, Milan, La Scala                               |
| Il crociato in Egitto | Le Croisé en Égypte                                                                               | Opéra seria en 2 actes | Gaetano Rossi                               | 7 mars 1824, Venise, La Fenice                              |
| Robert le Diable |                                                                                                   | Opéra en 5 actes | Eugène Scribe et Germain Delavigne          | 21 novembre 1831, Paris, Opéra Le Peletier                  |
| Les Huguenots |                                                                                                   | Opéra en 5 actes | Eugène Scribe et Emile Deschamps            | 29 février 1836, Paris, Opéra Le Peletier                   |
| Ein Feldlager in Schlesien | Le camp de Silésie                                                                                | Opéra (Festspiel) en 3 actes | Eugène Scribe et Ludwig Rellstab            | 7 décembre 1844, Berlin, Königliches Opernhaus              |
| Vielka |                                                                                                   | Opéra en 3 actes | Ludwig Rellstab                             | 18 février 1847, Vienne, Theater an der Wien                |
| Le Prophète |                                                                                                   | Opéra en 5 actes | Eugène Scribe et Emile Deschamps            | 16 avril 1849, Paris, Opéra Le Peletier                     |
| L’Etoile du Nord |                                                                                                   | Opéra-comique en 3 actes | Eugène Scribe                               | 16 février 1854, Paris, Théâtre Impérial de l’Opéra-Comique |
| Le Pardon de Ploërmel (Dinorah) |                                                                                                   | Opéra-comique en 3 actes | Jules Barbier et Michel Carré               | 4 avril 1859, Paris, Théâtre Impérial de l’Opéra-Comique    |
| L'Africaine (Vasco de Gama) |                                                                                                   | Opéra en 5 actes | Eugène Scribe                               | 28 avril 1865, Paris, Opéra Le Peletier                     |
| Der Fischer und das Milchmädchen, oder Viel Lärm um einen Kuss                                                                                        | Le Pêcheur et la Laitière, ou Beaucoup de bruit pour un baiser                                    | Ballet-pantomime | Etienne Lauchery                            | 26 mars 1810, Berlin, Hofoper                               |
| Italienische Aria und Szene |                                                                                                   | |                                             | 1810                                                        |
| Ouverture et Chœur final |                                                                                                   | Composés pour l’opéra Merope du baron de Poissl |                                             | août 1812                                                   |
| Gli amori di Teolinda | Les amours de Thécelinde                                                                          | Cantate dramatique | Gaetano Rossi , d’après Théocrite           | 18 mars 1816, Vérone                                        |
| Aria per mezzosoprano |                                                                                                   | |                                             | 20 juin 1816, Naples                                        |
| Perchè muni tiranni |                                                                                                   | Rondo pour soprano, chœur et orchestre, composé pour Theresa Grünbaum |                                             | 3 octobre 1816, Gênes                                       |
| Das Hoffest von Ferrara | Fête à la cour de Ferrare                                                                         | Masque | Ernst Raupach d’après Le Tasse              | 28 février 1843, Berlin                                     |
| Struensee |                                                                                                   | Musique de scène pour la pièce du frère cadet de Meyerbeer : No 1 Ouverture No 2 Mélodrame pour la scène 12 de l’Acte I No 3 Premier entracte : La révolte No 4 Marche et chœur No 5 et No 6 Mélodrames pour la dernière scène de l’Acte II No 7 Deuxième entracte : Le bal No 8 Troisième entracte : L’auberge du village No 9 Introduction de l’Acte V No 10 Le rêve de Struensee No 11 Marche funèbre No 12 La bénédiction No 13 Derniers moments | Michael Beer                                | 19 septembre 1846, Berlin, Schauspielhaus                   |
| Tableaux vivants |                                                                                                   | |                                             | 20 février 1852                                             |
| Ballade |                                                                                                   | Composée pour la pièce de théâtre Murillo, ou la Corde du pendu. | Aylic Langlé                                | 18 octobre 1853, Paris, Comédie-Française                   |
| Deux mélodies |                                                                                                   | Composées pour la pièce de théâtre Der Goldbauer. | Charlotte Birch-Pfeiffer                    | 26 janvier 1861                                             |
| La Jeunesse de Goethe (L’Étudiant de Strasbourg) |                                                                                                   | Musique de scène jamais jouée et aujourd'hui perdue. | Henri Blaze de Bury                         | 6 septembre 1861                                            |
| Chant de Noël |                                                                                                   | Composé pour la pièce de théâtre Die Waldkönigin. | Berthold Auerbach                           | 11 décembre 1861, Berlin, Viktoria Theater                  |
| Kantate zur Geburtstagfeier von Liebmann Meyer Wulff                                                                                                  | Cantate pour l’anniversaire de Liebmann Meyer Wulff                                               | Cantate célébrant l’anniversaire du grand-père maternel du compositeur |                                             | 18 août 1806, Berlin                                        |
| Kantate zum Geburtstag von Amalia Beer | Cantate pour l’anniversaire d’Amalia Beer                                                         | Cantate célébrant l’anniversaire de la mère du compositeur | Aron Wolfssohn ( ?)                         | 1er février 1809, Berlin                                    |
| Zur Feier des 15ten Juni | Célébration du 15 juin                                                                            | Cantate pour soliste, chœur et piano célébrant l’anniversaire de l’abbé Vogler | Carl Maria von Weber                        | 15 juin 1810, Darmstadt                                     |
| Kantate zum Geburtstag von Jakob Beer | Cantate pour l’anniversaire de Jakob Beer                                                         | Cantate célébrant l’anniversaire du père du compositeur | Aron Wolfssohn                              | 30 mai 1811, Berlin                                         |
| Der Götterbund | L’alliance des Dieux                                                                              | Pièce allégorique en un acte composée à l’occasion de l’anniversaire de la mère du compositeur | Eduard Kley                                 | 5 février 1814, Berlin                                      |
| Der Bayerischer Schützen-Marsch | Marche de l’infanterie bavaroise                                                                  | Cantate pour 4 voix solistes et orchestre à cuivre célébrant la victoire sur les armées napoléoniennes | Louis Ier de Bavière                        | 1829                                                        |
| Festgesang zur Errichtung des Gutenberg Denkmals in Mainz                                                                                             | Cantate pour l’inauguration du mémorial de Gutemberg à Mayence                                    | Cantate pour 2 ténors, 2 basses, chœur d’hommes et piano ad libitum célébrant le 400e anniversaire de l’invention de l’imprimerie | Carl Rosenberg                              | 1834, Mayence                                               |
| Festlied zur Geburstfeier des Herzog Ernst I von Saxe-Coburg-Gotha                                                                                    | Cantate pour l’anniversaire du duc Ernest Ier de Saxe-Cobourg et Gotha                            | Cantate pour célébrer le 55e anniversaire du duc Ernest Ier de Saxe-Cobourg et Gotha | Johann Heinrich Millenet                    | 1839                                                        |
| Festgruss zum Empfangen Ihrer Majestät Victoria am Rhein                                                                                              | Salutations festives pour la réception de la reine Victoria sur le Rhin                           | Cantate pour 4 voix d’hommes et chœur a capella composée à l’occasion du voyage de la reine Victoria en Allemagne en 1845 |                                             | 11 août 1845, Cologne                                       |
| Festhymnus zur 25 jährigen Vermählungsfeier | Hymne de célébration pour les noces d’argent                                                      | Cantate pour solistes, chœur a cappella et piano ad libitum composée à l’occasion des noces d’argent du roi Frédéric-Guillaume IV et de la reine Elisabeth de Prusse | Karl Winkler                                | 29 novembre 1848, Sanssouci                                 |
| Friedericus Magnus | Frédéric le Grand                                                                                 | Cantate pour chœur et orchestre composée en l’honneur de l’empereur Frédéric le Grand | Ludwig Rellstab                             | 31 mai 1851, Berlin                                         |
| Ode an Rauch zur Einweihung des Denkmals Friedrich des Grossen                                                                                        | Ode à Rauch pour l’inauguration du monument dédié à Frédéric le Grand                             | Cantate pour solistes, chœur et orchestre composée à l’occasion de l’inauguration du monument sculpté par Christian Daniel Rauch et dédié à Frédéric le Grand | August Kopisch                              | 9 juin 1851, Berlin                                         |
| Opfer Hymnus an den Zeus | Hymne des victimes à Zeus                                                                         | Cantate pour solistes, chœur et orchestre reprenant la musique de l’Ode à Rauch | Ludwig Rellstab                             | 1851                                                        |
| Maria und ihr Genius | Marie et son ange gardien                                                                         | Cantate pour soprano, ténor, chœur et orchestre composée pour les noces d’argent du prince Charles de Prusse et de la princesse Marie | Theodor Goldtammer                          | 26 mai 1852, Berlin                                         |
| Brautgeleite aus der Heimat | Adieu aux jeunes mariés                                                                           | Sérénade pour chœur a cappella composée pour les noces de la princesse Louise de Prusse avec le grand-duc Frédéric de Bade |                                             | 1856, Berlin                                                |
| Nice à Stéphanie |                                                                                                   | Cantate pour soprano et chœur composée pour l’anniversaire de la duchesse Stéphanie de Bade | Léon Pillet                                 | 26 décembre 1857, Nice                                      |
| Festgesang zur Feier des 100 jährigen Geburstfestes von Friedrich Schiller                                                                            | Chant commémoratif pour la célébration du 100e anniversaire de la naissance de Friedrich Schiller | Cantate pour solistes, chœur et orchestre | Ludwig Pfau                                 | 10 novembre 1859, Paris                                     |
| Festhymnus | Hymne festif                                                                                      | Cantate pour solistes, chœur et orchestre composée à l’occasion du couronnement du roi Guillaume Ier | Hans Köster                                 | 24 octobre 1861, Berlin                                     |
| 16 Chorales |                                                                                                   | |                                             | 1805                                                        |
| Gott des Weltalls Herrscher ist König |                                                                                                   | Fugue vocale à 4 voix |                                             | 1809                                                        |
| Der 1. Psalm | Psaume I                                                                                          | |                                             | 1809                                                        |
| Der 130. Psalm | Psaume CXXX                                                                                       | Cantate pour chœur et orchestre |                                             | 1810                                                        |
| Der 12. Psalm | Psaume XII                                                                                        | |                                             | 1810                                                        |
| Der 98. Psalm | Psaume XCVIII                                                                                     | Cantate pour chœur |                                             | 17 mars 1811, Berlin                                        |
| Gott und die Natur | Dieu et la Nature                                                                                 | Oratorio | Aloys Schreiber                             | 8 mai 1811, Berlin, Singakademie                            |
| Sieben geistliche Gesänge von Friedrich Klopstock | Sept chants sacrés de Friedrich Klopstock                                                         | Chants pour 4 voix solistes avec piano ad libitum : Morgenlied Dem Dreieinigkeit Vorbereitung zum Gottesdienst Danklied Nach dem Abendmahl Wach’ auf, mein Herz Jesus Christus wir sind hier | Friedrich Gottlieb Klopstock                | 1812, révisé en 1841, Darmstadt                             |
| Wer nun den lieben Gott lässt walten |                                                                                                   | Choral pour 4 voix solistes |                                             | 24 juillet 1812, Berlin                                     |
| Gott ist mein Hirt (Der 23. Psalm) | Dieu est mon berger (Psaume XXIII)                                                                | Cantate pour 5 voix solistes et double chœur |                                             | 12 octobre 1813, Berlin                                     |
| Der heilige Lucas |                                                                                                   | Cantate pour chœur |                                             | 20 décembre 1813, Berlin                                    |
| Stabat Mater |                                                                                                   | |                                             | 1813                                                        |
| An Gott |                                                                                                   | Hymne pour 4 voix solistes et piano. | Friedrich Wilhelm Gubitz                    | 1814, Leipzig                                               |
| Hallelujah |                                                                                                   | Cantate pour 4 voix d’hommes, orgue et chœur ad libitum destinée au service religieux du Temple berlinois de la Réforme Juive | Eduard Kley                                 | 1815                                                        |
| Geistliche Lieder |                                                                                                   | | Eduard Kley                                 | 1815                                                        |
| Prière des enfants |                                                                                                   | Composée pour 3 voix aigües a cappella. Initialement en français, cette œuvre connut un grand succès en Allemagne après avoir été traduite sous le titre Kindergebet (1841). Elle sera également traduite en hébreu (Uv’nukho Yomar) et adaptée pour chœur mixte à 3 voix afin d’être intégrée dans le recueil Zemiroth Yisrael de Samuel Naumbourg (1850). |                                             | 1839                                                        |
| Der 142. Psalm | Psaume CXLII                                                                                      | |                                             | 1840 (?)                                                    |
| Zwei religiöse Gedichte |                                                                                                   | Chants pour 2 sopranos et un alto avec orgue : Gloria in der Höhe Hallelujah, der Herr ist da | Jakob Neuss                                 | 1841, Mayence                                               |
| Der 91. Psalm | Psaume XCI                                                                                        | Cantate pour 4 solistes et double chœur a cappella composée à la demande du roi Frédéric-Guillaume IV de Prusse ; l’œuvre est dédiée à la mère du compositeur, alors âgée de 87 ans. |                                             | 8 mai 1853, Potsdam                                         |
| Pater noster |                                                                                                   | Motet pour chœur mixte à 4 voix a cappella destiné au Domchor de Berlin |                                             | 1857                                                        |
| Salve Regina |                                                                                                   | Motet pour chœur à 4 voix a cappella |                                             | 1858                                                        |
| Cantique tiré de l’imitation de Jésus Christ |                                                                                                   | Cantique à 6 voix (3 sopranos, 2 ténors, basse solo et orgue) avec récitatif, tiré de L’imitation de Jésus Christ de Pierre Corneille (1651), elle-même adaptée du Livre III, Chapitre XXI de De Imitatione Christi de Thomas a Kempis (vers 1418). Traduite en allemand par Ludwig Rellstab et augmentée d’un prélude orchestral, l’œuvre est rebaptisée Busslied. | Pierre Corneille                            | 1859                                                        |
| Prière du matin (Morgengebet) |                                                                                                   | Motet pour double chœur à 8 parties et piano ad libitum | Emile Deschamps                             | 1864 Paris                                                  |
| Das Königslied eines freien Volkes |                                                                                                   | Hymne pour 4 voix d’hommes et orchestre d’instruments à vent | Friedrich Wilhelm Gubitz                    | 1814                                                        |
| Des teutschen Vaterland |                                                                                                   | Hymne pour 4 voix d’hommes et orchestre d’instruments à vent | Ernst Moritz Arndt                          | 15 avril 1814                                               |
| Canone finito a 4 |                                                                                                   | Canon pour 4 voix, dédié à Louis Spohr |                                             | 4 janvier 1817 Rome                                         |
| Bundeslied |                                                                                                   | Chant pour chœur d’hommes à 4 parties. Traduit en français sous le titre Invocation à la terre natale |                                             | 1835                                                        |
| Freundschaft |                                                                                                   | Chant pour chœur à 4 parties dédié aux Amis de l’Académie de Chant de Berlin. Traduit en français sous le titre L’Amitié, Gloire, Gloire (texte d’Emile Deschamps). Un autre texte en allemand de Ludwig Rellstab An Mozart a par la suite été adapté sur cette musique. |                                             | 1842 Berlin                                                 |
| Dem Vaterland |                                                                                                   | Hymne pour 4 solistes masculins et chœur d’hommes à 4 parties. Traduit en français sous le titre A la patrie. |                                             | 1842 Berlin                                                 |
| Die lust’gen Jägersleut |                                                                                                   | Chant pour chœur d’hommes. Traduit en français sous le titre Les joyeux chasseurs (avec cors obligés). |                                             | 1842 Berlin                                                 |
| Dem Meister des deutschen Lieds ein Lied |                                                                                                   | Chant pour chœur d’hommes à 4 parties composé pour accueillir Louis Spohr. |                                             | 1845 Berlin                                                 |
| Der Wanderer und die Geister an Beethovens Grabe |                                                                                                   | Cantate pour basse solo et chœur de femmes à 3 parties a capella. Traduit en français par M. Bourges sous le titre Le Voyageur au tombeau de Beethoven. | Ferdinand Braun                             | 1845                                                        |
| Chœur des Sybarites |                                                                                                   | |                                             | 1857 Lyon                                                   |
| Das Lied vom blinden Hesse |                                                                                                   | Cantate pour ténor solo et chœur d’hommes à 4 parties, avec piano. Traduit en français sous le titre Le chant des exilés. | Carl Artmüller                              | 1862                                                        |
| König Christian stand am Mast |                                                                                                   | Cantate pour chœur d’hommes à 4 parties. |                                             | 1863                                                        |
| Sei Canzonette italiane |                                                                                                   | Sceglier fra mille un core Da voi, da voi, cari lumi Giura il nocchier Bei labbri che amore Se non ti moro allato Basta dir ch’io sono amante | Pietro Metastasio                           | 1810                                                        |
| Il nascere e il fiorire d’una rosa |                                                                                                   | Mélodie non publiée. |                                             | 1823                                                        |
| Das Traumgesicht |                                                                                                   | Mélodie non publiée. | Ludwig Robert                               | 1824                                                        |
| Le Ranz des vaches d’Appenzell |                                                                                                   | Chanson suisse pour deux sopranos. Œuvre incluse dans le recueil intitulé Quarante Mélodies (1849). | Eugène Scribe                               | 1828, Paris                                                 |
| La Ballade de la Reine Marguerite de Valois |                                                                                                   | Œuvre incluse dans le recueil intitulé Quarante Mélodies (1849). |                                             | 1829, Paris                                                 |
| La barque légère |                                                                                                   | Œuvre incluse dans le recueil intitulé Quarante Mélodies (1849). | Joseph Naudet                               | 1829, Paris                                                 |
| La mère-grand |                                                                                                   | Nocturne pour deux sopranos. Œuvre incluse dans le recueil intitulé Quarante Mélodies (1849). | Ambroise Bétourné                           | 1830, Paris                                                 |
| Le vœu pendant l’orage |                                                                                                   | Œuvre incluse dans le recueil intitulé Quarante Mélodies (1849). | Ambroise Bétourné                           | 1830, Paris                                                 |
| Au revoir |                                                                                                   | Mélodie non publiée. |                                             | 1833                                                        |
| L’absence |                                                                                                   | Mélodie publiée en 1833. | Marceline Desbordes-Valmore                 | 1833, Paris                                                 |
| Le miroir magique |                                                                                                   | Mélodie publiée en 1833. |                                             | 1833, Paris                                                 |
| Soave instante |                                                                                                   | Mélodie non publiée. |                                             | 1833                                                        |
| Le ricordanze |                                                                                                   | Œuvre incluse dans le recueil intitulé Quarante Mélodies (1849). | Gaetano Rossi                               | 1833, Paris et Milan                                        |
| L’enlèvement |                                                                                                   | Mélodie non publiée. |                                             | 1834                                                        |
| Pieux symbole (Le Moine) |                                                                                                   | Œuvre incluse dans le recueil intitulé Quarante Mélodies (1849). | Emilien Pacini                              | 1834, Paris                                                 |
| Quoi Nephtali (Rachel à Nephtali) |                                                                                                   | Œuvre incluse dans le recueil intitulé Quarante Mélodies (1849). | Émile Deschamps                             | 1834, Paris                                                 |
| Sie und ich |                                                                                                   | Œuvre incluse dans le recueil intitulé Quarante Mélodies (1849). | Friedrich Rückert                           | 1835, Paris                                                 |
| Le poète chantait (Le poète mourant) |                                                                                                   | Œuvre incluse dans le recueil intitulé Quarante Mélodies (1849). | Charles-Hubert Millevoye                    | 1836, Paris                                                 |
| Fantaisie |                                                                                                   | Œuvre incluse dans le recueil intitulé Quarante Mélodies (1849). | Henri Blaze de Bury                         | 1836, Paris                                                 |
| Hör ich das Liedchen klingen |                                                                                                   | Œuvre incluse dans le recueil intitulé Quarante Mélodies (1849). | Heinrich Heine                              | 1837, Paris                                                 |
| Komm, du schönes Fischermädchen |                                                                                                   | Œuvre incluse dans le recueil intitulé Quarante Mélodies (1849). Mélodie adaptée pour chœur et augmentée d’une coda en 1844. Mélodie traduite en français en 1859 et intitulée Guide en bord ta nacelle. | Heinrich Heine                              | 1837, Paris                                                 |
| La fille de l’air |                                                                                                   | Œuvre incluse dans le recueil intitulé Quarante Mélodies (1849). | Joseph Méry                                 | 1837, Paris                                                 |
| La folle de St. Joseph |                                                                                                   | Œuvre incluse dans le recueil intitulé Quarante Mélodies (1849). | Astolphe de Custine                         | 1837, Paris et Leipzig                                      |
| Scirocco |                                                                                                   | Œuvre incluse dans le recueil intitulé Quarante Mélodies (1849). | Michael Beer                                | 1837, Paris                                                 |
| Menschenfeindlich |                                                                                                   | Œuvre incluse dans le recueil intitulé Quarante Mélodies (1849). | Michael Beer                                | 1837, Paris                                                 |
| Mina (Lied des venezianischen Gondoliers) |                                                                                                   | Œuvre incluse dans le recueil intitulé Quarante Mélodies (1849). | Michael Beer                                | 1837                                                        |
| Chant de Mai (Mailied) |                                                                                                   | Œuvre incluse dans le recueil intitulé Quarante Mélodies (1849). | Henri Blaze de Bury                         | 1837, Paris                                                 |
| La marguerite du poète |                                                                                                   | Œuvre incluse dans le recueil intitulé Quarante Mélodies (1849). | Henri Blaze de Bury                         | 1837, Paris                                                 |
| Die Rose, die Lilie, die Taube |                                                                                                   | Œuvre incluse dans le recueil intitulé Quarante Mélodies (1849). | Heinrich Heine                              | 1838                                                        |
| Nella |                                                                                                   | Œuvre incluse dans le recueil intitulé Quarante Mélodies (1849). | Émile Deschamps                             | 1838, Paris                                                 |
| Suleika |                                                                                                   | Œuvre incluse dans le recueil intitulé Quarante Mélodies (1849). | Johann Wolfgang von Goethe                  | 1838, Paris                                                 |
| Die Rosenblätter |                                                                                                   | Œuvre incluse dans le recueil intitulé Quarante Mélodies (1849). | Wilhelm Müller                              | 1839, Leipzig                                               |
| Der Garten des Herzens |                                                                                                   | Œuvre incluse dans le recueil intitulé Quarante Mélodies (1849). | Wilhelm Müller                              | 1839, Paris                                                 |
| Chant des moissonneurs vendéens |                                                                                                   | Œuvre incluse dans le recueil intitulé Quarante Mélodies (1849). | Henri Blaze de Bury                         | 1839, Paris                                                 |
| La chanson de Maître Floh |                                                                                                   | Œuvre incluse dans le recueil intitulé Quarante Mélodies (1849). | Henri Blaze de Bury                         | 1839, Paris                                                 |
| Le baptême |                                                                                                   | Œuvre incluse dans le recueil intitulé Quarante Mélodies (1849). Traduite en allemand par Wilhelmine von Chezy et intitulée Magdalene. | Maurice de Flassan                          | 1839                                                        |
| A une jeune mère |                                                                                                   | Œuvre incluse dans le recueil intitulé Quarante Mélodies (1849). | Pierre Durand                               | 1839, Paris                                                 |
| De miei giorni (Délire) |                                                                                                   | Œuvre incluse dans le recueil intitulé Quarante Mélodies (1849). | FN del Santo-Mango                          | 1840, Paris                                                 |
| Le repos du gondolier |                                                                                                   | Mélodie publiée dans le numéro 5 de la revue Le Ménestrel. | Théodule Normand                            | 1840, Paris                                                 |
| Ständchen |                                                                                                   | Œuvre incluse dans le recueil intitulé Quarante Mélodies (1849). | Gabriel Seidel                              | 1841                                                        |
| La luna in ciel risplende |                                                                                                   | Mélodie non publiée. | Gaetano Rossi                               | 1841                                                        |
| Sonntagslied |                                                                                                   | Œuvre incluse dans le recueil intitulé Quarante Mélodies (1849). | Hermann Kletke                              | 1841                                                        |
| Gebet am Donnerstag Morgen |                                                                                                   | Mélodie publiée dans le Wiener Allgemeine Musik-Zeitung en 1842. |                                             | 1841                                                        |
| Alles und einen |                                                                                                   | Mélodie non publiée. |                                             | 1841                                                        |
| Gottergebenheit |                                                                                                   | Mélodie publiée dans le Wiener Allgemeine Musik-Zeitung en 1842. | Siegfried August Mahlmann                   | 1841                                                        |
| Luft von Morgen |                                                                                                   | Œuvre incluse dans le recueil intitulé Quarante Mélodies (1849). Mélodie traduite en français sous le titre Le pénitent. | Albert Knapp                                | 1841                                                        |
| Kindergebet |                                                                                                   | Œuvre incluse dans le recueil intitulé Quarante Mélodies (1849). Adaptation de la Prière des enfants composée en 1839 pour 3 voix aigües a cappella. |                                             | 1841                                                        |
| Denkspruch |                                                                                                   | Mélodie non publiée. | Wolfgang Robert Griepenkerl                 | 1841                                                        |
| Am Rhein |                                                                                                   | Mélodie traduite en français et intitulée A la victoire. | Karl Kaskel                                 | 1842                                                        |
| Hier oben (Des Schäfers Lied, ou Hirtenlied) |                                                                                                   | Lied pour ténor, clarinette et piano. | Ludwig Rellstab                             | 1842                                                        |
| Notre vie est un instant (Cantique du trappiste) |                                                                                                   | Œuvre incluse dans le recueil intitulé Quarante Mélodies (1849). |                                             | 1842                                                        |
| Oft muss ich weinen (Reue) (geistliches Lied) |                                                                                                   | Mélodie publiée dans le numéro 2 de l’Album für Gesang. | Günther Gottschalk                          | 1843                                                        |
| Die Ode Integer Vitae von Horaz |                                                                                                   | Mélodie non publiée. |                                             | 1844                                                        |
| Sicilienne |                                                                                                   | Œuvre incluse dans le recueil intitulé Quarante Mélodies (1849). | Joseph Méry                                 | 1845, Paris                                                 |
| Was schwebet durch die Räume |                                                                                                   | Œuvre incluse dans le recueil intitulé Quarante Mélodies (1849). Extrait de la cantate Der Wanderer und die Geister an Beethovens Grabe composée la même année pour basse solo et chœur de femmes à trois parties. | Ferdinand Braun                             | 1845                                                        |
| Sur le balcon |                                                                                                   | Œuvre incluse dans le recueil intitulé Quarante Mélodies (1849). | Edmond Thierry                              | 1845, Paris                                                 |
| La dame invisible (chanson persane) |                                                                                                   | Œuvre incluse dans le recueil intitulé Quarante Mélodies (1849). | Edmond Thierry                              | 1845, Paris                                                 |
| An den Neugeborenen |                                                                                                   | Mélodie non publiée. |                                             | 1846                                                        |
| Aimez (Aufforderung zur Liebe) |                                                                                                   | Mélodie publiée en 1847. |                                             | 1846, Paris                                                 |
| Frühling im Versteck |                                                                                                   | Œuvre incluse dans le recueil intitulé Quarante Mélodies (1849). | August Ludwig Lua                           | 1847                                                        |
| Drei Küsse |                                                                                                   | Mélodie non publiée. | Julius Leopold Klein                        | 1847                                                        |
| Pauvre Louise |                                                                                                   | Mélodie non publiée. | Walter Scott                                | 1850                                                        |
| Confidences (Liebesbote) |                                                                                                   | Mélodie publiée en 1851. | Maurice Bourges                             | 1850, Paris                                                 |
| Les plus beaux jours |                                                                                                   | Mélodie publiée en 1853. | Crevel de Charlemagne                       | 1852, Paris                                                 |
| Les fleurs de la vie |                                                                                                   | Mélodie publiée en 1853. | Crevel de Charlemagne                       | 1853, Paris                                                 |
| Vers |                                                                                                   | Mélodie non publiée. | Jules Janin                                 | 1853                                                        |
| Mélodie pour la Reine des Pays-Bas |                                                                                                   | Mélodie non publiée. |                                             | 1854                                                        |
| Se per tutte ordisce amore |                                                                                                   | Mélodie publiée à Florence en 1866. | Pietro Metastasio                           | 1855                                                        |
| La lavandière |                                                                                                   | Mélodie publiée dans le Messager des dames et des demoiselles. | Michel Carré                                | 1855                                                        |
| Nein |                                                                                                   | Mélodie non publiée. | Ignaz Franz Castelli                        | 1855                                                        |
| A Venezia |                                                                                                   | Canzonetta/barcarolle. | Pietro Beltrame                             | 1856                                                        |
| Dichters Wahlspruch |                                                                                                   | Mélodie non publiée. |                                             | 1856                                                        |
| Près de toi (Neben dir) |                                                                                                   | Mélodie pour ténor avec violoncelle et piano. | Gustave-Hippolyte Roger et Joseph Duesberg  | 1857, Paris                                                 |
| Wiegenlied |                                                                                                   | Mélodie avec chœur (non publiée). |                                             | 1857                                                        |
| Canto del Improvvisatore |                                                                                                   | Couplets pour Le Decameron de Franz Xaver Winterhalter. Mélodie non publiée. | Girolamo d’Adda                             | 1858                                                        |
| Le revenant du vieux château de Bade |                                                                                                   | Mélodie publiée en 1859. | Joseph Méry                                 | 1858                                                        |
| Grablied |                                                                                                   | Mélodie non publiée. | Ernst Moritz Arndt                          | 1860                                                        |
| Die helle Sonne leuchtet |                                                                                                   | Mélodie non publiée. | Mirza Schaffy et Friedrich Bodenstein       | 1860                                                        |
| Le retour |                                                                                                   | Mélodie non publiée. | Charles-Hubert Millevoye                    | 1860                                                        |
| Giuseppe in carcere |                                                                                                   | Mélodie non publiée. |                                             | 1860                                                        |
| Sehnsucht der Geliebten |                                                                                                   | Tiré du recueil Balaleika. Mélodie non publiée. |                                             | 1862                                                        |
| Des Mägdleins Wunsch in Klage |                                                                                                   | Tiré du recueil Balaleika. Mélodie non publiée. |                                             | 1862                                                        |
| Canon à deux voix |                                                                                                   | Mélodie non publiée. |                                             | 1862                                                        |
| The rare flower |                                                                                                   | Mélodie non publiée. |                                             |                                                             |
| Variations pour piano et orchestre sur la Marche composée par Bernhard Anselm Weber pour Die Weihe der Kraft                                          |                                                                                                   | Partition disparue au cours de la Seconde Guerre mondiale. |                                             | 1807                                                        |
| Composition pour petit orchestre |                                                                                                   | Partition disparue au cours de la Seconde Guerre mondiale. |                                             | 1809                                                        |
| Concerto pour piano et orchestre |                                                                                                   | Partition disparue au cours de la Seconde Guerre mondiale. |                                             | 1811                                                        |
| Concerto pour violon, piano et orchestre |                                                                                                   | Partition disparue au cours de la Seconde Guerre mondiale. |                                             | 1812                                                        |
| Concerto pour basson et orchestre |                                                                                                   | Partition disparue au cours de la Seconde Guerre mondiale. |                                             | 1812                                                        |
| Entracte en ré majeur |                                                                                                   | Pour deux violons, altos, contrebasses, flutes, hautbois, clarinettes, bassons et cors |                                             | 1831                                                        |
| Suite orchestrale de Robert le Diable |                                                                                                   | No 1 Ouverture No 2 Pas de cinq No 3 Le ballet des nonnes No 3a Les feux follets No 3b Procession des nonnes No 3c Bacchanale No 3d Valse infernale No 4 Airs de ballet No 4a Séduction par l’ivresse No 4b Séduction par le jeu No 4c Séduction par l’amour |                                             | 1831                                                        |
| Suite orchestrale des Huguenots |                                                                                                   | No 1 Ouverture No 2 Entracte de l’Acte II No 3 Entracte de l’Acte III No 4 Entracte de l’Acte IV No 5 Entracte de l’Acte V et Bal No 6 Danse gitane de l’Acte III |                                             | 1836                                                        |
| Fackeltanz No 1 en si bémol majeur | Marche aux flambeaux No 1 en si bémol majeur                                                      | Composé pour le mariage de la princesse Marie avec le prince héritier de Bavière |                                             | 1842                                                        |
| Suite orchestrale du Prophète |                                                                                                   | No 1 Ouverture No 2 Marche du sacre No 3 Suite (Jean de Leyde) No 3a Marche de l’Acte IV No 3b Valse paysanne (entracte de l’Acte II) No 3c Chœur des enfants de l’Acte IV No 3d Pastorale de l’Acte II No 4 Ballet des patineurs No 4a Valse No 4b Redowa No 4c Quadrille des patineurs No 4d Galop |                                             | 1849                                                        |
| Fackeltanz No 2 en mi bémol majeur | Marche aux flambeaux No 2 en mi bémol majeur                                                      | Composé pour le mariage de la princesse Charlotte avec le prince héritier de Saxe-Meiningen |                                             | 1850                                                        |
| Fackeltanz No 3 en do mineur | Marche aux flambeaux No 3 en do mineur                                                            | Composé pour le mariage de la princesse Anne de Prusse avec le prince Frédéric de Hesse |                                             | 1853                                                        |
| Suite orchestrale de l’Étoile du Nord |                                                                                                   | No 1 Ouverture No 2 Dolce cantabile con espressione (l’Étoile du Nord) No 3 Entracte de l’Acte II et Valse No 4 Chanson de la cavalerie No 5 Entracte de l’Acte III |                                             | 1854                                                        |
| Fackeltanz No 4 en do majeur | Marche aux flambeaux No 4 en do majeur                                                            | Composé pour l’accueil des jeunes mariés, le prince héritier Frédéric Guillaume et la princesse Victoria d’Angleterre |                                             | 1858                                                        |
| Festmarsch zu Schillers 100 jähriger Geburtstagfeier                                                                                                  | Marche célébrant le 100e anniversaire de la naissance de Schiller                                 | |                                             | 1859                                                        |
| Suite orchestrale du Pardon de Ploërmel |                                                                                                   | No 1 Ouverture No 2 Entracte de l’Acte II No 3 Entracte de l’Acte III |                                             | 1859                                                        |
| Krönungsmarsch für zwei Orchester aufgeführt in Königsberg während der Krönungszuges nach der Kirche seiner Majestät dem König Wilhelm I vom Preussen | Marche du couronnement du roi Guillaume Ier de Prusse, pour deux orchestres                       | |                                             | 1861                                                        |
| Fest-Ouvertüre im Marschstil für die Londoner Weltanschauung                                                                                          | Ouverture festive en style de marche pour l’exposition universelle de Londres                     | |                                             | 1862                                                        |
| Suite orchestrale de l’Africaine |                                                                                                   | No 1 Ouverture No 2 Entracte de l’Acte II (le rêve de Vasco de Gama) No 3 Entracte de l’Acte III (le vaisseau) No 4 L’appel au repas du matin No 5 Tempête et naufrage (chœur des Indiens) No 6 Entracte de l’Acte IV et Marche indienne No 7 Prélude à la grande scène du mancenillier |                                             | 1865                                                        |
| Les Patineurs |                                                                                                   | Ballet arrangé par le compositeur anglais Constant Lambert à partir de la musique du Prophète et de l’Étoile du Nord : No 1 Entrée (danse du début de l’Acte II de l’Étoile du Nord) No 2 Pas seul (danse du début de l’Acte II de l’Étoile du Nord) No 3 Pas de deux (passage Dolce cantabile con espressione extrait de l’ouverture de l’Étoile du Nord) No 4 Ensemble (Valse du ballet des Patineurs du Prophète) No 5 Pas de trois (Redowa du ballet des Patineurs du Prophète) No 6 Duo (Entracte de l’Acte III de l’Étoile du Nord) No 7 Pas des patineurs (Quadrille du ballet des Patineurs du Prophète) No 8 Finale (Galop du ballet des Patineurs du Prophète) |                                             | 1937                                                        |
| Ouverture pour violon et piano |                                                                                                   | |                                             | 1811                                                        |
| Quintette avec clarinette |                                                                                                   | Dédié à Heinrich Baermann |                                             | 1812-1813                                                   |
| Fantaisie pour clarinette et quatuor à cordes |                                                                                                   | Dédié à Heinrich et Carl Baermann |                                             | 1839                                                        |
| Sonate pour piano en sol majeur |                                                                                                   | |                                             | 1803                                                        |
| Fandango et variations pour piano |                                                                                                   | |                                             | 1811                                                        |
| Fugue en la mineur pour piano |                                                                                                   | |                                             | 1812                                                        |
| Annexe aux Variations sur la Marche des Séraphins de l’abbé Vogler pour piano                                                                         |                                                                                                   | |                                             | 1812                                                        |
| Arrangement des Variations pour piano en mi bémol majeur de Hummel                                                                                    |                                                                                                   | |                                             | 1812                                                        |
| Divertimento pour piano |                                                                                                   | |                                             | 1812                                                        |
| Rondo pour piano en sol majeur |                                                                                                   | |                                             | 1812                                                        |
| Sonate pour piano en mi bémol majeur |                                                                                                   | |                                             | 1812                                                        |
| Variations en ré majeur pour piano |                                                                                                   | |                                             | 1812                                                        |
| Variations en mi bémol majeur pour piano |                                                                                                   | |                                             | 1812                                                        |
| Variations en fa majeur pour piano |                                                                                                   | |                                             | 1812                                                        |
| Pièce pour piano No 1 en mi bémol majeur |                                                                                                   | |                                             | 1847                                                        |
| Pièce pour piano No 2 en fa bémol majeur |                                                                                                   | |                                             | 1852                                                        |
| Pièce pour piano en 3/4 |                                                                                                   | |                                             | 1853                                                        |
| Pièce pour piano |                                                                                                   | Dédié à Pietro Romani |                                             | 1853                                                        |
| Boléro pour piano |                                                                                                   | Dédié à Pillet-Will |                                             | 1857                                                        |
| Air de chasse pour piano |                                                                                                   | Composé pour une tombola de l’Opéra de Paris |                                             | 1859                                                        |
| Pièce pour piano |                                                                                                   | Composé pour une tombola de l’Opéra de Paris |                                             | 1859                                                        |
| Scherzo pour piano en fa mineur |                                                                                                   | |                                             | 1862                                                        |
| Albumblatt en la bémol majeur pour piano |                                                                                                   | |                                             |                                                             |
| Page d’album inédite pour piano |                                                                                                   | Parue en 1897 dans le supplément au numéro 2832 de L'Illustration |                                             |                                                             |
| Offertoire pour orgue |                                                                                                   | Arrangement de l’Hymne de la mort tiré du Crociato in Egitto |                                             |                                                             |
| Prière pour orgue |                                                                                                   | Transcription du lied intitulé Sonntagslied, composé en 1841 |                                             |                                                             |

## Sources
- (en) The Diaries of Giacomo Meyerbeer, Volume 4, 1857-1864: The Last Years, Journal intime de Giacomo Meyerbeer traduit, édité et annoté par Robert Ignatius Letellier, Fairleigh Dickinson University Press, 2004, 718 p.  (ISBN 0-8386-3845-7)
- (en) George Grove, A Dictionary of Music and Musicians, Londres: MacMillan & Co., Ltd, 1900
- (fr) Piotr Kaminski, Mille et un opéras, Paris : Fayard, Collection Les Indispensables de la Musique, 2005,  (ISBN 2-213-60017-1)
- (en) Robert Ignatius Letellier, Meyerbeer Studies: A Series of Lectures, Essays, and Articles on the Life and Work of Giacomo Meyerbeer, Fairleigh Dickinson University Press, 2005, 238 p.  (ISBN 0-838-64063-X)
- (en) Robert Ignatius Letellier, The Operas of Giacomo Meyerbeer, Fairleigh Dickinson University Press, 2006, 363 p.  (ISBN 978-0838640937)
- (en) Robert Ignatius Letellier, Giacomo Meyerbeer: Cantatas for Festive Occasions, Cambridge Scholars Publishing, 2010, 270 p.  (ISBN 978-1443823234)
- (en) Robert Ignatius Letellier, Giacomo Meyerbeer: Choral Music and Songs, Cambridge Scholars Publishing, 2010, 180 p.  (ISBN 978-1443822718)
- (en) Robert Ignatius Letellier, Giacomo Meyerbeer: Orchestral Works, Cambridge Scholars Publishing, 2009, 260 p.  (ISBN 978-1443809795)
- (en) Robert Ignatius Letellier, Giacomo Meyerbeer: Sacred Works, Cambridge Scholars Publishing, 2010, 101 p.  (ISBN 978-1443821520)
- (en) Robert Ignatius Letellier, Marco Clemente, Giacomo Meyerbeer, Cambridge Scholars Press, 2007, 610 p.,  (ISBN 1-847-18125-2)